# Salticus variegatus
Salticus variegatus är en spindelart som beskrevs av Cândido Firmino de Mello-Leitão 1941. 
Salticus variegatus ingår i släktet Salticus och familjen hoppspindlar. Inga underarter finns listade i Catalogue of Life.